# Schiacciata (gastronomia)
La schiacciata (detta anche "ciaccia" o "schiaccia") in Toscana è una focaccia, cotta in forno, condita con olio d'oliva e salata.
Prima di metterla in forno, si comprime con le dita l'impasto in alcuni punti, perché si formino, dopo cotta, i caratteristici "buchi". Può anche essere unta con lardo e assume la denominazione di schiacciata unta.
La Regione Toscana ha registrato fra i Prodotti agroalimentari tradizionali italiani la schiaccia di Grosseto e la schiaccia pizzicata di Montiano.